# Pantigliate (Livraga)
Pantigliate (Pantià in dialetto lodigiano) è un centro abitato d'Italia, frazione del comune di Livraga.
Al censimento del 21 ottobre 2001 contava 142 abitanti.

## Geografia fisica
La località è sita a 65 m sul livello del mare.

## Origini del nome
Il nome della località è di derivazione celtica.

## Storia
La prima citazione scritta della località («Pantelliate») risale al 1189; in tale epoca il paese era di proprietà della chiesa di Santa Tecla di Milano.
Nel 1294 il luogo, che era difeso da un fossato ma forse privo di un castello, fu teatro di una battaglia nella quale i lodigiani furono sconfitti dai milanesi.
Rimase a lungo proprietà della cattedrale di Milano. Nel 1661 divenne feudo dei Dati di Cremona, e nel 1703 passò ai conti della Somaglia.

## Società

### Religione
Nel centro abitato è sito un piccolo oratorio dedicato a San Giorgio.